# Wim Mook
Wim Mook (Haren, 10 luglio 1932 – Groninga, 24 gennaio 2016) è stato un fisico olandese.

## Biografia
Conseguì il dottorato presso l'Università di Groninga nel 1968, con una tesi intitolata: Geochemistry of the stable carbon and oxygen isotopes of natural waters in the Netherlands. Fu docente di fisica isotopica presso la stessa università tra il 1975 e il 1979. A partire dall'anno successivo fu professore di fisica, fino alla sua pensione nel 1997. Dal 1986 fu anche professore presso la VU University Amsterdam.
Mook è stato direttore del Royal Netherlands Institute of Sea Research dal 1990 al 1996.
Nel 1985 è diventato membro della Royal Netherlands Academy of Arts and Sciences.